# Pseudopagurus
Pseudopagurus is een geslacht van kreeftachtigen uit de klasse van de Malacostraca (hogere kreeftachtigen).

## Soorten
- Pseudopagurus biafrensis (Monod, 1927)
- Pseudopagurus granulimanus (Miers, 1881)